# Pommes duchesse
Pour les articles homonymes, voir Pomme (homonymie) et Duchesse.
Ne doit pas être confondu avec Pommes dauphine ou Pommes noisette.

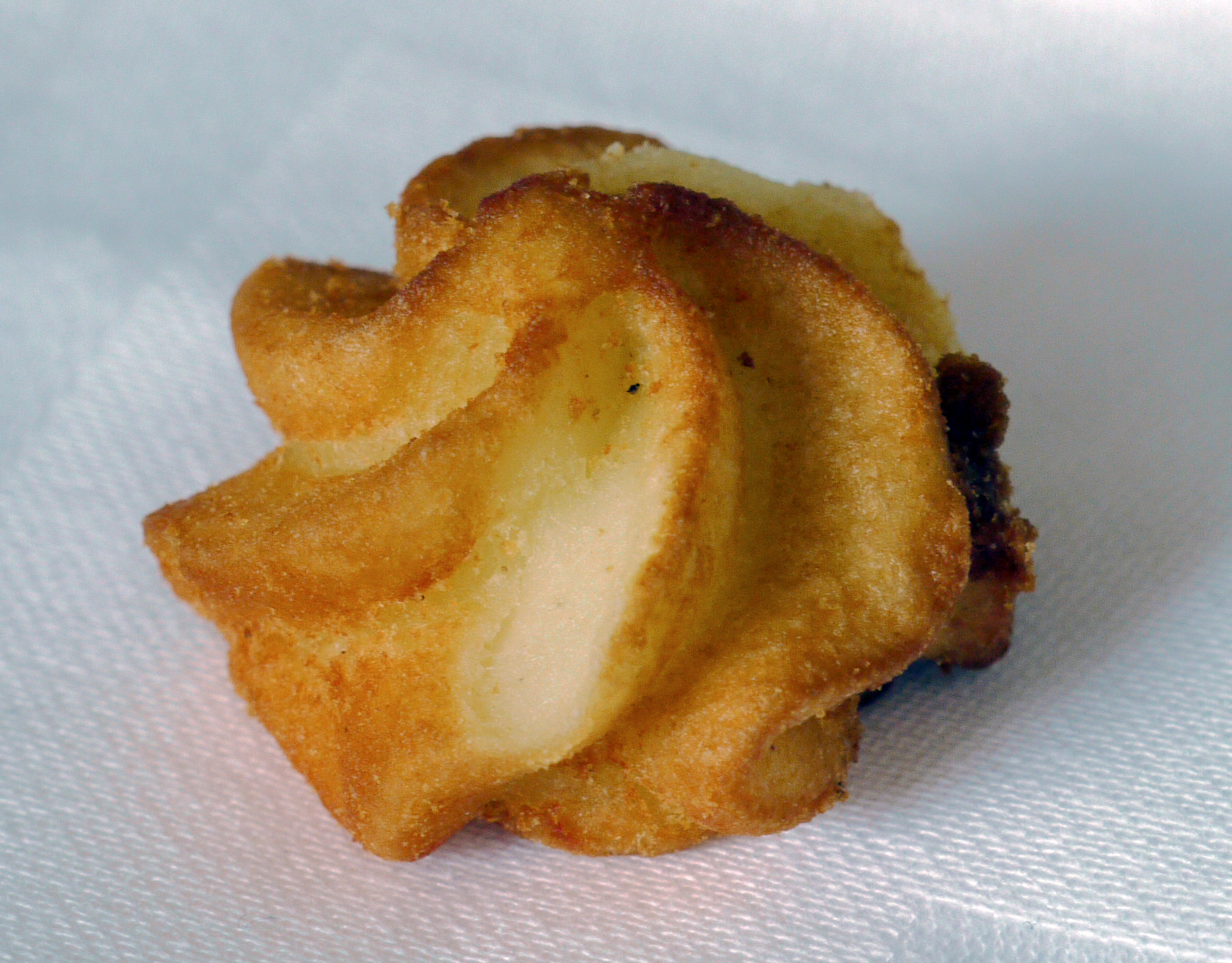
Une pomme duchesse.

Les pommes duchesse, ou pommes de terre duchesse, sont une spécialité culinaire française à base de pomme de terre à la forme originale de petites volutes.

## Historique
Elle serait née par hasard en 1837 à l’occasion d’un banquet inaugurant le chemin de fer Paris-Saint-Germain-en-Laye. Jean-Louis-François Collinet, alors chef du Pavillon Henri IV à Saint-Germain-en-Laye, prévoit des frites et un filet de bœuf rôti pour le déjeuner de la reine Marie-Amélie, de la duchesse d'Orléans et du duc d'Aumale. Averti du retard occasionné par la côte du Pecq difficile à grimper, il aurait ordonné de retirer les frites de leur bain d’huile, pour les déposer sur une serviette. Après un second bain d’huile, le chef constate que les frites ont beaucoup gonflé. Ce sera la base des pommes dauphine, soufflées et duchesse.
Toutefois, l'historienne Arlette Millard rapporte que ce jour-là le train n'a pas eu de retard et qu'il n'y a pas eu de banquet. De nombreuses sources relient par ailleurs l'anecdote de la double friture et de la création des pommes soufflées à d'autres épisodes de retard de train. 
Le terme « pommes duchesse » apparaît dans la littérature culinaire au milieu du XIXe siècle, pour désigner un accompagnement des pièces de bœuf,.

## Préparation
Ce sont des sortes de croquettes préparées à partir de purée de pommes de terre très « serrée », additionnée d'un œuf entier et de deux jaunes d'œufs. Elles sont ensuite façonnées en diverses manières, généralement en forme de petites brioches à tête, de galettes, de petits pains ou rosaces, à l'aide d'une poche munie d'une douille cannelée. On les dépose sur une plaque à pâtisserie pour les faire dorer au four chaud pendant quelques minutes. Elles se servent en accompagnement de viandes.